# Кузьменко Іван Пантелійович
Іва́н Пантелі́йович Кузьме́нко (1913—1943) — учасник Німецько-радянської війни; Герой Радянського Союзу (1944, посмертно).

## Біографія
Іван Пантелійович Кузьменко народився в селі Вороб'їв.
Учасник Німецько-радянської війни від 1941 року. Воював на Сталінградському, Донському і Воронезькому фронтах.
Загинув у бою 8 жовтня 1943 року.
У лютому 1944 року командиру 9-ї стрілецької роти 3-го батальйону 22-го гвардійського повітряного десантного полку 8-ї гвардійської дивізії гвардії лейтенанту Кузьменку І. П. за мужність і героїзм, виявлені в боях по розширенню плацдарму на правому березі Дніпра, посмертно присвоєно звання Героя Радянського Союзу.

## Джерело-посилання
- Видатні представники Ріпкинського району [Архівовано 18 серпня 2013 у Wayback Machine.] на Ріпкинське відділення громадської організації в Києві «Товариство „Чернігівське земляцтво“» [Архівовано 21 січня 2012 у Wayback Machine.]